# ライラック (フォークグループ)
ライラックは海援隊の千葉和臣とチューリップの姫野達也によるフォークデュオ。

## 来歴
福岡県北九州市の八幡大学在籍時代のメンバー二人がそれぞれのグループでデビューする前に活動していたアマチュアグループ。学生時代に福岡市の放送局への出演や自主コンサートなどの活動を行っていたが、姫野が財津和夫に誘われてチューリップに加入し、そののち千葉も海援隊に加入したためにライラックは解散。その歴史に一旦の終止符を打つ。

## 再結成
近年、再結成し、年に数回ライブを行っている。

## 音楽性
ジャックスやサイモン&ガーファンクルのコピーをアコースティックギターで演奏していた。現在はそれぞれ自分が所属するグループの持ち歌を中心にしている。S＆Gの曲を披露するときは、姫野がサイモン、千葉がガーファンクルの担当をしていた。